# ترنتون، انتاریو
ترنتون (به انگلیسی: Trenton) یک منطقهٔ مسکونی در کانادا است که در شهرستان هیستینگز واقع شده‌است. ترنتون ۲۱٬۹۷۲ نفر جمعیت دارد.